# Aoplus nigrellus
Aoplus nigrellus là một loài tò vò trong họ Ichneumonidae.